# Santiago Guzmán
Santiago Donovan Guzmán (nacido el 25 de julio de 1949 en San Pedro de Macorís) es un ex lanzador dominicano que jugó en las Grandes Ligas de Béisbol. Fue firmado como amateur por los St. Louis Cardinals en 1967. Durante sus casi cuatro temporadas en las mayores militó para los St. Louis Cardinals donde logró un récord de 2 hits 1 carrera impulsada en sólo 9 turnos al bate en 12 juegos completos y con un promedio de bateo de .222.